# Stazione di Campanasissa
La stazione di Campanasissa era una stazione ferroviaria posta nel comune di Siliqua, lungo la linea che collegava quest'ultimo centro con Calasetta.

## Storia
La stazione fu realizzata negli anni venti del Novecento nell'ambito del progetto di una rete ferroviaria a scartamento ridotto per il Sulcis-Iglesiente portato avanti all'epoca dalla Ferrovie Meridionali Sarde. Situata in posizione isolata a ridosso di un'area forestale tra Siliqua e Nuxis, la struttura trae il nome dal valico di Campanasissa in cui venne edificata. I lavori di costruzione della linea e dello scalo (realizzato in trincea) furono eseguiti tra il 1923 ed il 1926: il 13 maggio di quest'ultimo anno l'impianto e la ferrovia vennero inaugurati, con l'avvio dell'esercizio ferroviario lungo la linea il 23 maggio successivo. Lo scalo in origine nacque con caratteristiche di fermata, venendo trasformato successivamente in una stazione a tutti gli effetti.

Incrocio di treni nella stazione negli anni sessanta

La peculiarità di quest'isolato scalo nell'ottica della ferrovia era l'essere posto sul culmine della linea, in una parte del tracciato che orograficamente presentava dislivelli sino al 25‰: all'epoca della trazione a vapore le locomotive necessitavano quindi del rifornimento idrico al termine della salita, posto per l'appunto a Campanasissa nel cui impianto era possibile questa operazione. L'attività ferroviaria nella stazione proseguì sino al 13 luglio 1968, data di sospensione provvisoria del servizio ferroviario tra le stazioni di Siliqua e Narcao dovuta alla realizzazione della diga di Bau Pressiu, il cui omonimo lago artificiale avrebbe poi sommerso un breve tratto di linea a circa un chilometro di distanza dallo scalo. Per questo sino alla realizzazione di una variante che aggirasse a monte il nuovo bacino idrico le relazioni interessanti la stazione furono espletate da autolinee sostitutive delle FMS che osservavano fermata dinanzi al bivio di accesso all'impianto.

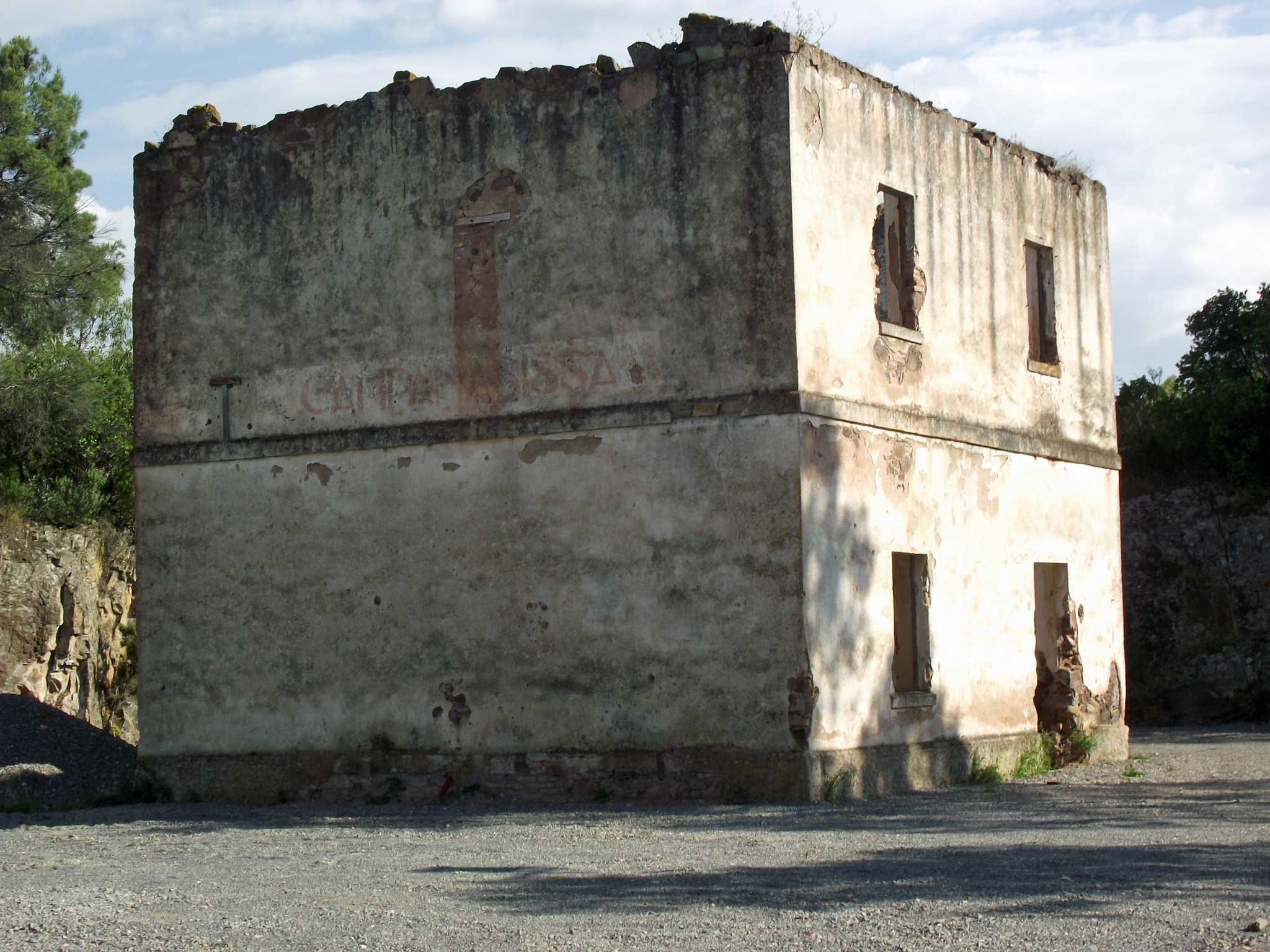
I resti del fabbricato viaggiatori di Campanasissa: la stazione ricevette l'ultimo treno nell'estate 1968

La situazione del tronco ferroviario tra Siliqua e Narcao restò invariata per i sei anni successivi, in cui la variante di Bau Pressiu non andò oltre la fase progettuale. Nel 1974 infine si giunse alla decisione di chiudere definitivamente l'intera rete FMS a partire dal 1º settembre di quello stesso anno, convertendo le relazioni in autocorse sostitutive, sempre a cura delle Ferrovie Meridionali Sarde. Ciò pose fine alla possibilità di reimpiego ferroviario della stazione di Campanasissa, che fu successivamente dismessa e abbandonata (pur restando sede di una fermata delle autolinee sostitutive FMS ed in seguito ARST).
A inizio anni dieci l'area della stazione è stata riconvertita da privati in un punto di ristoro, con la casa cantoniera posta all'ingresso dell'impianto ristrutturata per ospitare un'attività ristorativa.

## Strutture e impianti

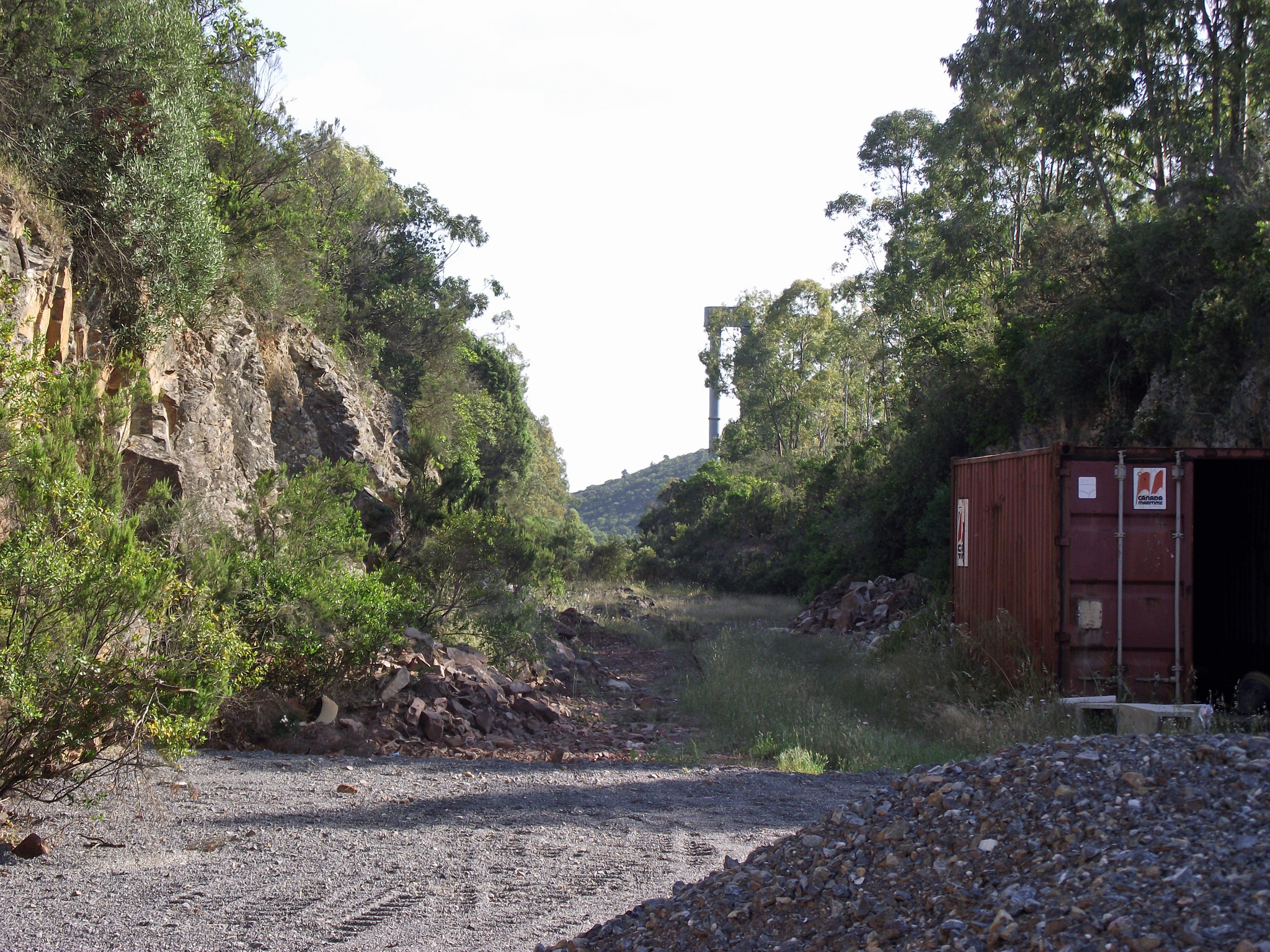
Il sedime in uscita dalla stazione verso Calasetta, compreso in una trincea

Dal 1968 la stazione non è più attiva e l'infrastruttura ferroviaria in essa presente è stata smantellata negli anni successivi.
Al momento della chiusura l'infrastruttura ferroviaria dell'impianto era quella tipica delle stazioni di seconda classe delle FMS, con la presenza di due binari a scartamento ridotto (950 mm) compresi tra il fabbricato viaggiatori ed una parte rocciosa, con in aggiunta un tronchino che terminava a fianco di un piano caricatore sul lato nord dell'edificio principale, non più presente in loco. I binari passanti erano dotati negli ultimi anni di attività di banchine per l'accesso ai treni.
L'impianto era dotato di un fabbricato viaggiatori a pianta pressoché quadrata esteso su due piani più tetto a falde in laterizi, con due accessi sul lato binari, di cui permangono i muri perimetrali: nell'edificio era inoltre ospitata la locale direzione movimento. Pochi metri più a nord era situata la casa cantoniera numero nove (doppia) della linea, riconvertita in struttura di ristoro.

## Movimento
Nel periodo in cui fu attiva la stazione era servita dai treni passeggeri delle Ferrovie Meridionali Sarde.

## Servizi
L'impianto era dotato di una biglietteria a sportello e di una sala d'attesa.
- Biglietteria a sportello
- Sala d'attesa